# Jean Revez
Jean Revez est professeur d'histoire à l'UQAM (Université de Québec à Montréal). 

## Biographie
Après un baccalauréat en histoire obtenu à Montréal, Jean Revez fait des études supérieures en égyptologie à Heidelberg et à Paris. Il fait un doctorat en histoire et civilisation de l'Antiquité à l'Université de Paris-Sorbonne. Il effectue plusieurs missions en Égypte, notamment à Karnak, où il travaille pour la mission française permanente du CNRS, en plus de participer à des campagnes de fouilles de l'Université de Toronto. Il y séjourne régulièrement, dans le cadre d'un programme de relevé épigraphique de l'université américaine de Memphis et d'un projet de recherche du GRCAO de l'université de Montréal, pour lequel il a été boursier postdoctoral du FQRSC, puis du CRSH. 
Sur le plan philologique, il a publié des textes hiéroglyphiques inédits (stèle 94CL1013 de Karnak et stèle du musée du Caire BN311). 
Anciennement chercheur invité au département d'histoire de l'université de Montréal où il a enseigné, il a assuré des cours sur l'histoire du Proche-Orient ancien à l'UQAM pendant une dizaine d'années avant d'y être nommé professeur en 2007.
Depuis 2001, il est président de l'Association des Études du Proche-Orient ancien.

## Publications
- Nathalie Charbonneau et Jean Revez. « Using Computer-aided Restitution of Hieroglyph Inscriptions as a Means to reconstruct Ancient Egyptian Temples » dans G. De Paoli, K. Zreik (dir.), Digital Thinking in Architecture, Civil Engineering, Archeology, Urban Planning and Design: Finding the Ways. Paris: Éditions Europia, 2007: 119-129.

- Jean Revez, Temi Tidafi, Claude Parisel, Elise Meyer, Nathalie Charbonneau et Anis Semlali. « Méthodes informatisées de relevés et de reconstitution archéologique : le cas du temple d’Amon à Karnak»  dans J.-Cl. Goyon, C. Cardin (dir.), Proceedings of the Ninth International Congress of Egyptologists - Actes du neuvième congrès international des égyptologues. Grenoble, 6 - 12 septembre 2004 (Orientalia Lovaniensia Analecta, 150). Louvain : Peeters, 2007: 1599 - 1610.

- Elise Meyer, Claude Parisel, Pierre Grussenmeyer, Jean Revez et Temy Tidafi. A computerized solution for epigraphic surveys of Egyptian temples, Journal of Archaeological Science, 33, 2006: 1605 - 1616.

- Jean Revez. The Metaphorical Use of the Kinship term sn "Brother", Journal of the American Research Center in Egypt XL 2003. Winona Lake : Eisenbrauns, 2005: 123 - 131.

- Jean Revez. Une stèle commémorant la construction par l’empereur Auguste du mur d’enceinte du temple de Montou-Rê à Médamoud, Bulletin de l’Institut français d’archéologie orientale 104, 2004. Le Caire : Imprimerie de l’IFAO, 2004: 495 - 510.

- Elise Meyer, Pierre Grussenmeyer, Temy Tidafi, Claude Parisel et Jean Revez. Photogrammetry for the Epigraphic Survey in the Great Hypostyle Hall of Karnak Temple : A New Approach Geo-Imagery Bridging Continents. Proceedings of the XXth Congress of the International Society for Photogrammetry and Remote Sensing, Vol. XXXV/B5. Istanbul, Turkey, 12 - 23 July 2004. IASPRS, 2004: 377 - 382.

- Jean Revez. Une stèle inédite de la Troisième Période Intermédiaire à Karnak : une guerre civile en Thébaïde?, Cahiers de Karnak XI, 2003 (publiés par le Centre Franco-Égyptien d’Étude des Temples de Karnak) ; Paris : Éditions Recherches sur les Civilisations, 2004: 535 - 570.

- Claude Parisel, Jean Revez, Temy Tidafi et Giovanni De Paoli. Computer modeling as a means of reflexion in archaeology : A new epigraphic and architectural approach applied to a monument registered on the World Heritage List.  CAADRIA 2003. Proceedings of the 8th International Conference on Computer Aided Architectural Design Research In Asia. Bangkok, Thailand, 18 - 20 october 2003. Bangkok : Rangsit University, 2003: 457 - 474.

- Jean Revez. Archaeology and computer - aided methods of restitution : the Karnak Project. Bulletin of the Canadian Institute for Mediterranean Studies, 23/2, 2003.

- Jean Revez, Temy Tidafi, Giovanni De Paoli et Claude Parisel. Assessing the Historical Value of Investigating Ancient Monuments by Means of an Intelligent Digital Model : The Case of the Temple of Karnak in Egypt dans D. Plemenos (dir.), 5th International Conference. Computer Graphics and Artificial Intelligence. Limoges : Laboratoire « Méthodes et Structures Informatiques » de l’Université de Limoges, 2002: 155 - 163.

- Jean Revez. Photos inédites de la statue du Moyen Empire d’Hapidjefa, découverte à Kerma (BMFA 14.724), Revue d’Égyptologie 53, 2002 (publiée par la Société Française d’Égyptologie en collaboration avec le Centre national de la recherche scientifique). Paris : Éditions Peeters, 2002: 248 - 251.

- Jean Revez. Les pyramides d’Égypte en dix questions. Québec : MNH/Anthropos, 2e édition, 2002 [2001]. 104 p.

- Jean Revez. Les récits de la création en Égypte ancienne, Revue d’Études des Civilisations Anciennes du Proche-Orient, 11, 2001. Montréal : Faculté de Théologie de l’Université de Montréal, 2001: 43 - 58.

- Jean Revez. The kings’ brothers’ role in Ancient Egypt with respect to the transmission of power, in Z. Hawass, A. Milward-Jones (dir.), Proceedings of the 8th International Association of Egyptologists, Cairo, 28th march - 3 April 2000. Abstracts of papers. Cairo : American University in Cairo, 2000: 151.

- Jean Revez. L’élection du roi napatéen Aspalta d’après la Stèle de l’Intronisation. Continuité et rupture avec la tradition pharaonique, Revue d’Études des Civilisations Anciennes du Proche-Orient, 9, 2000. Montréal: Faculté de Théologie de l’Université de Montréal, 2000: 5 - 21.

- Jean Revez. « Medamud », in K. Bard (ed.), Encyclopedia of the Archaeology of Ancient Egypt. London & New York : Routledge, 1999: 475 - 481.